# Ronquerolles
Pour les articles homonymes, voir Ronquerolles (homonymie).
Ronquerolles est une commune française située dans le département du Val-d'Oise en région Île-de-France.

## Géographie

### Description
Ronquerolles est un village périurbain du Val-d'Oise, limitrophe du département de l'Oise situé à une cinquantaine de kilomètres au nord-ouest de Paris, 16 km au sud de Beauvais et 22 km à l'est de Gisors.
Ronquerolles fait partie  du parc naturel régional du Vexin français dont il constitue la commune la plus orientale, et appartient à l'unité urbaine de Persan - Beaumont-sur-Oise ainsi qu'à la zone d'emploi de Cergy-Vexin.

### Communes limitrophes
Les communes limitrophes sont Belle-Église, Chambly, Champagne-sur-Oise et Hédouville.
| Hédouville         | Belle-Église (Oise) |                |
|                    | Ronquerolles        | Chambly (Oise) |
| Champagne-sur-Oise |                     |                |

### Climat
Pour des articles plus généraux, voir Climat de l'Île-de-France et Climat du Val-d'Oise.
En 2010, le climat de la commune est de type climat océanique dégradé des plaines du Centre et du Nord, selon une étude du CNRS s'appuyant sur une série de données couvrant la période 1971-2000. En 2020, Météo-France publie une typologie des climats de la France métropolitaine dans laquelle la commune est exposée à un climat océanique et est dans la région climatique Sud-ouest du bassin Parisien, caractérisée par une faible pluviométrie, notamment au printemps (120 à 150 mm) et un hiver froid (3,5 °C).
Pour la période 1971-2000, la température annuelle moyenne est de 11,1 °C, avec une amplitude thermique annuelle de 15 °C. Le cumul annuel moyen de précipitations est de 704 mm, avec 10,6 jours de précipitations en janvier et 8 jours en juillet. Pour la période 1991-2020, la température moyenne annuelle observée sur la station météorologique la plus proche, située sur la commune de Pontoise à 16 km à vol d'oiseau, est de 12,5 °C et le cumul annuel moyen de précipitations est de 666,7 mm,. Pour l'avenir, les paramètres climatiques de la commune estimés pour 2050 selon différents scénarios d'émission de gaz à effet de serre sont consultables sur un site dédié publié par Météo-France en novembre 2022.

### Milieux naturels et biodiversité
La partie ouest de la commun est constituée par le bois de Ronquerolles, proche de plusieurs massifs boisés de l'Oise et du Val-d'Oise.

## Urbanisme

### Typologie
Au 1er janvier 2024, Ronquerolles est catégorisée ceinture urbaine, selon la nouvelle grille communale de densité à sept niveaux définie par l'Insee en 2022.
Elle appartient à l'unité urbaine de Persan-Beaumont-sur-Oise, une agglomération inter-régionale regroupant six  communes, dont elle est une commune de la banlieue,,. Par ailleurs la commune fait partie de l'aire d'attraction de Paris, dont elle est une commune de la couronne,. Cette aire regroupe 1 929 communes,.

### Occupation des sols

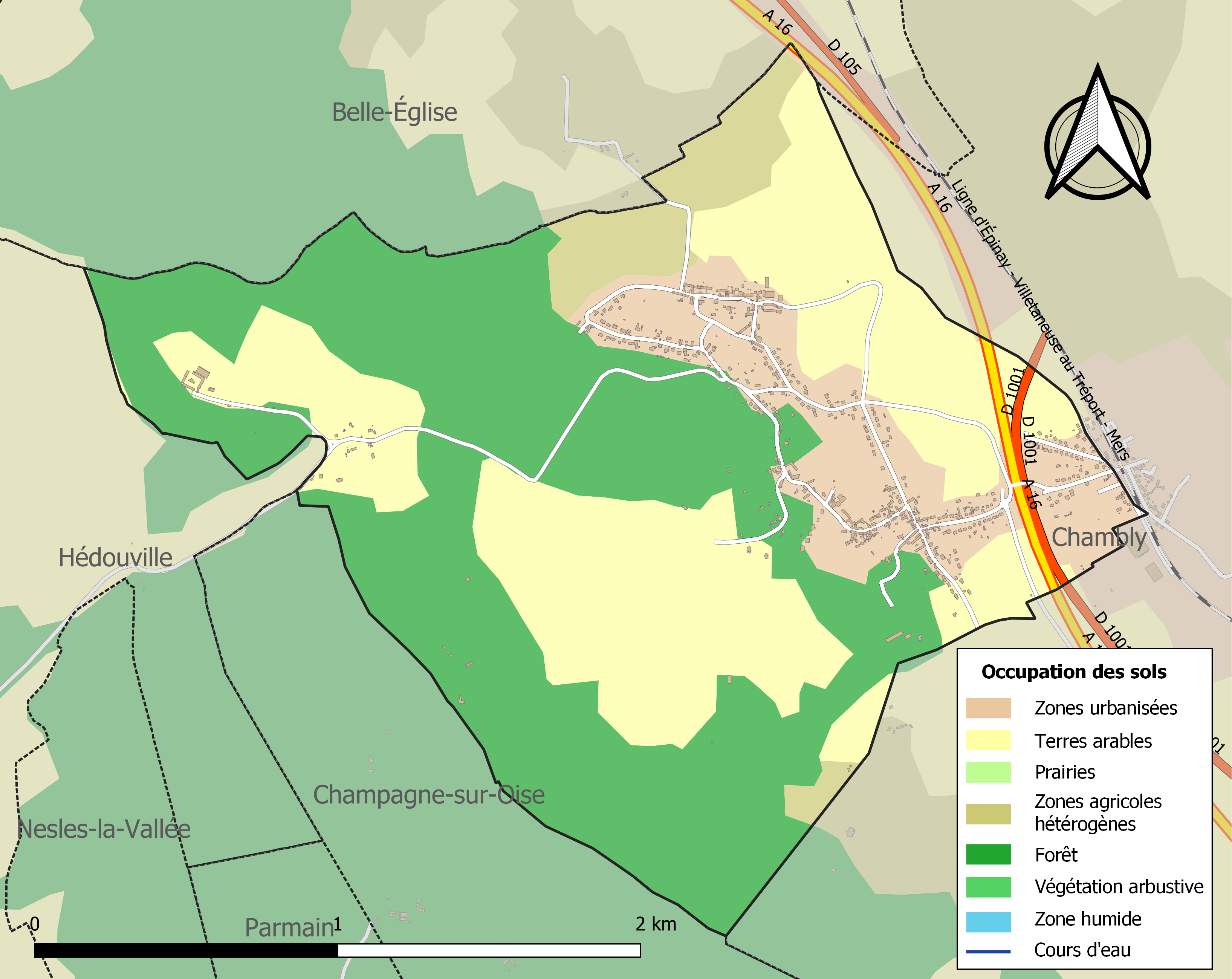
Carte des infrastructures et de l'occupation des sols de la commune en 2018 (CLC).

### Lieux-dits, hameaux et écarts
La commune compte le hameau de Renouval, au nord de son territoire, et Les Tuileries, à l'ouest.

### Habitat et logement
En 2020, le nombre total de logements dans la commune était de 377, alors qu'il était de 368 en 2015 et de 358 en 2010.
Parmi ces logements, 91,7 % étaient des résidences principales, 3,3 % des résidences secondaires et 5 % des logements vacants. Ces logements étaient pour 91 % d'entre eux des maisons individuelles et pour 7,9 % des appartements.
Le tableau ci-dessous présente la typologie des logements à Ronquerolles en 2020 en comparaison avec celle du Val-d'Oise et de la France entière. Une caractéristique marquante du parc de logements est ainsi une proportion de résidences secondaires et logements occasionnels (3,3 %) supérieure à celle du département (1,4 %) mais inférieure à celle de la France entière (9,7 %). Concernant le statut d'occupation de ces logements, 87,9 % des habitants de la commune sont propriétaires de leur logement (88 % en 2015), contre 55,5 % pour le Val-d'Oise et 57,5 pour la France entière.
| Typologie                                               | Ronquerolles | Val-d'Oise | France entière |
| ------------------------------------------------------- | ------------ | ---------- | -------------- |
| Résidences principales (en %)                           | 91,7         | 92,6       | 82,1           |
| Résidences secondaires et logements occasionnels (en %) | 3,3          | 1,4        | 9,7            |
| Logements vacants (en %)                                | 5            | 6          | 8,2            |

### Voies de communication et transports
Ronquerolles est traversée par l'autoroute A16 et desservie par l'ancienne route nationale 1
La commune est tangentée par la Ligne d'Épinay - Villetaneuse au Tréport - Mers dont la station la plus proche est la gare de Chambly desservie par des trains TER Hauts-de-France de la ligne Paris-Nord – Persan - Beaumont – Beauvais.

## Toponymie
Runcherola en 1153, Runcoroliæ en 1165, Roncherolles en 1177, Ranqueroles en 1192. 
Au son "ch" du français correspond le son "k" du picard et Roncherolles (forme française) a finalement conservé sa forme picarde (Ronquerolles)
Le terme dérive du latin rumex (ronce), avec le diminutif ola : « le petit bois de ronces ».

## Histoire

### Antiquité
Ronquerolles appartenait à l'époque gallo-franque au pagus canliacencis (Chambly).

### Moyen Âge
La localité est évoquée pour la première fois dans un cartulaire de Charles II le Chauve daté de 860.

### Temps modernes
Le premier maître d'école est nommé en 1654.
Sous l'Ancien régime, Ronquerolles dépendait du bailliage de Senlis.

### Révolution française et Empire
Le 8 juillet 1793, un arbre de la liberté est planté face à l'église. Ce tilleul, bien que vieillissant, existe toujours au XXIe siècle.

### Époque contemporaine
Au début de la Première Guerre mondiale, après la bataille de Senlis, des éclaireurs uhlans allemands sont signalés à Ronquerolles
Lors des combats de la Libération de la France, le 19 juin 1944 a lieu la bataille de Ronquerolles, en limite des communes de Ronquerolles, Bornel, Belle-Église et d'Hédouville, entre un petit groupe de Résistants Français et les troupes d'occupation et de répression allemandes de la  Sicherungs-Regiment 6, évaluées à 3 bataillons, soit de 800 à 1 000 hommes. Sur 17 résistants arrêtés par les Allemands, 11 sont fusillés à l'Isle-Adam et 2 sont déportés,,,,,.

## Politique et administration

### Rattachements administratifs et électoraux

#### Rattachements administratifs
Antérieurement à la loi du 10 juillet 1964, la commune faisait partie du département de Seine-et-Oise. La réorganisation de la région parisienne en 1964 fit que la commune appartient désormais au département du Val-d'Oise et à son arrondissement de Pontoise après un transfert administratif effectif au 1er janvier 1968.
Elle faisait partie de 1801 à 1967 du canton de L'Isle-Adam de Seine-et-Oise. Lors de la mise en place du Val-d'Oise, la ville intègre le canton de Beaumont-sur-Oise. Dans le cadre du redécoupage cantonal de 2014 en France, cette circonscription administrative territoriale a disparu, et le canton n'est plus qu'une circonscription électorale.

#### Rattachements électoraux
Pour les élections départementales, la commune est membre depuis 2014 du canton de L'Isle-Adam
Pour l'élection des députés, elle fait partie de la première circonscription du Val-d'Oise.

### Intercommunalité
Le 1er janvier 2008, Ronquerolles a rejoint la communauté de communes du Haut Val-d'Oise, un établissement public de coopération intercommunale (EPCI) à fiscalité propre créé en 2004 et auquel la commune a transféré un certain nombre de ses compétences, dans les conditions déterminées par le code général des collectivités territoriales..

### Liste des maires
| Période                                  | Période                        | Identité            | Étiquette | Qualité |
| ---------------------------------------- | ------------------------------ | ------------------- | --------- | --- |
| Les données manquantes sont à compléter. |                                |                     |           | |
|                                          |                                |                     |           | |
| 1888                                     | 1896                           | Félix Martin-Sabon  |           | Ingénieur des Arts et manufactures Photographe français Officier des Palmes académiques, chevalier de la Légion d'honneur |
| 1896                                     | 1899                           | Henri Poullin       |           | |
| 1899                                     | 1929                           | Honoré Cheron       |           | |
| 1929                                     | 1935                           | Herbert Person      |           | |
| 1935                                     | 1935                           | Maurice Debacq      | Radical   | Industriel |
| 1935                                     | 1945                           | Raymond Marguet     |           | |
| 1945                                     | 1965                           | Maurice Debacq      | Radical   | Industriel |
| 1965                                     | 1994                           | Louis Massin        |           | |
| 1994                                     | 2000                           | Thierry Herriau     |           | |
| 2000                                     | fin 2023                       | Jean-Marie Duhamel, | SE        | Cadre SNCF retraité Vice-président de la CC du Haut Val-d'Oise (2008 →) Démissionnaire                                    |
| février 2024                             | En cours (au 30 novembre 2023) | Patrick Premel      |           | |

## Équipements et services publics

### Justice, sécurité, secours et défense
La commune fait partie du ressort du tribunal judiciaire ainsi que de celui du tribunal de commerce de Pontoise,.

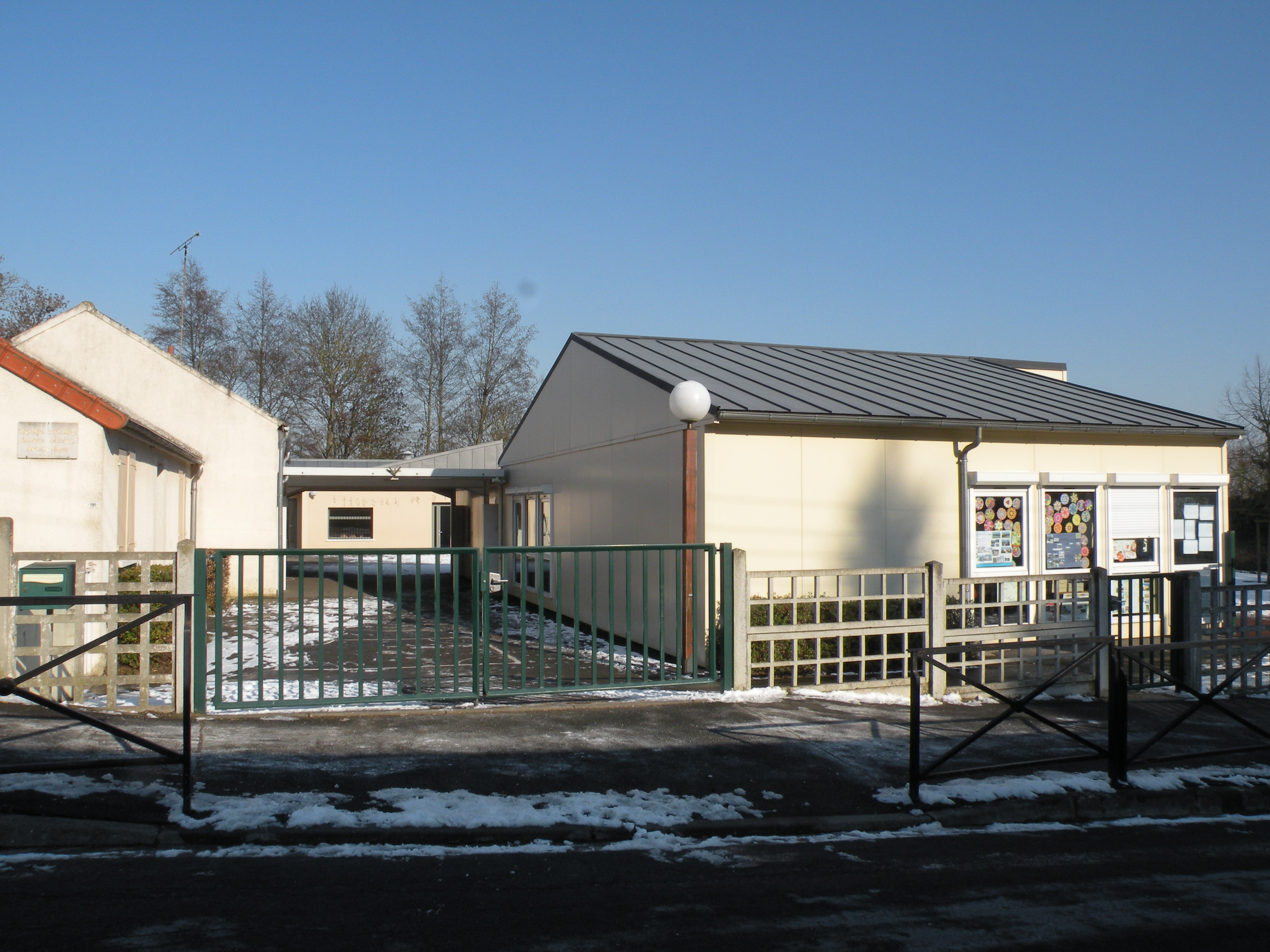
L'école.
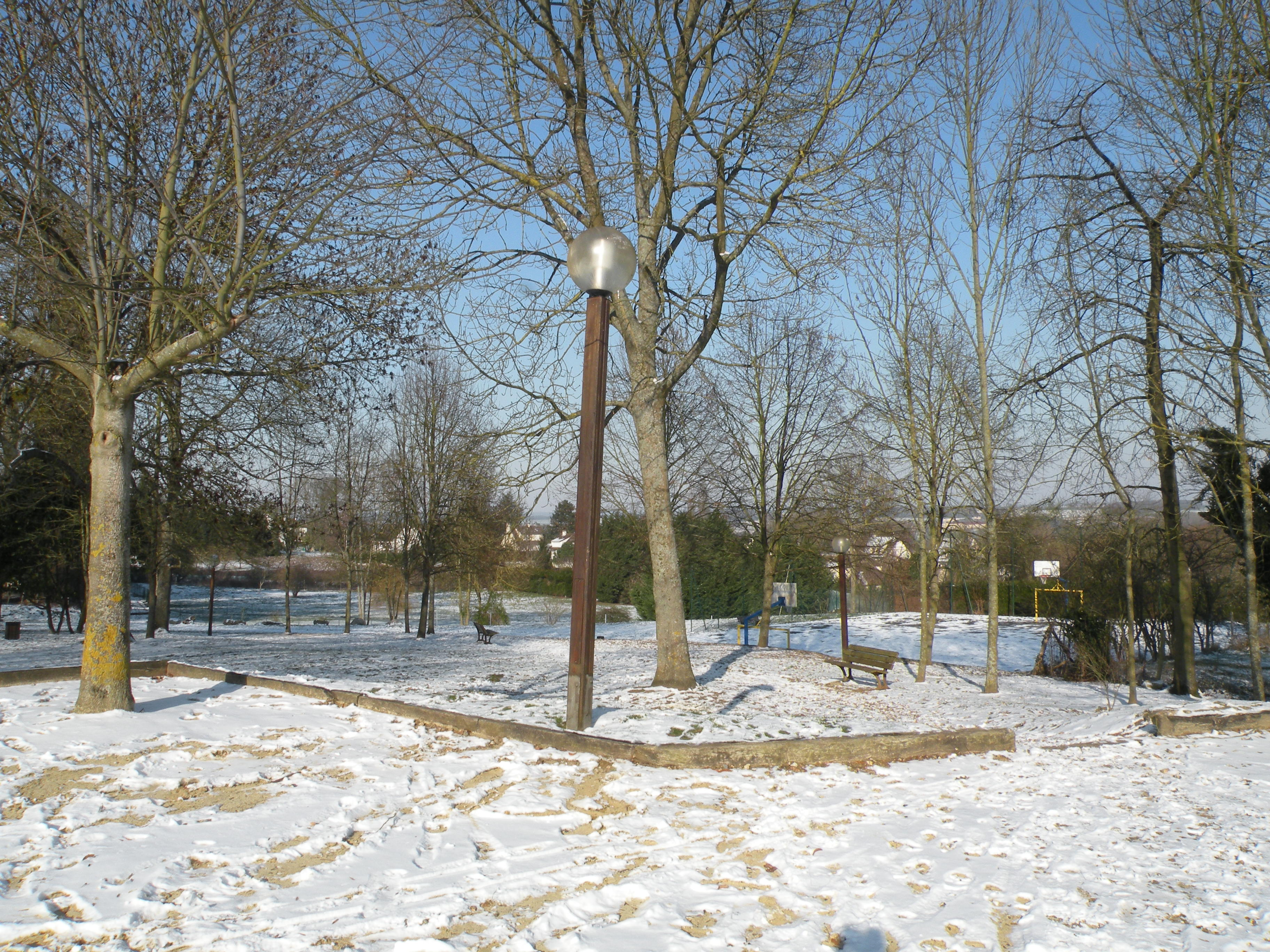
Le parc.

## Population et société

### Démographie
L'évolution du nombre d'habitants est connue à travers les recensements de la population effectués dans la commune depuis 1793. Pour les communes de moins de 10 000 habitants, une enquête de recensement portant sur toute la population est réalisée tous les cinq ans, les populations de référence des années intermédiaires étant quant à elles estimées par interpolation ou extrapolation. Pour la commune, le premier recensement exhaustif entrant dans le cadre du nouveau dispositif a été réalisé en 2006.

En 2022, la commune comptait 890 habitants, en évolution de +1,6 % par rapport à 2016 (Val-d'Oise : +4 %, France hors Mayotte : +2,11 %).
| 1793 | 1800 | 1806 | 1821 | 1831 | 1836 | 1841 | 1846 | 1851 |
| ---- | ---- | ---- | ---- | ---- | ---- | ---- | ---- | ---- |
| 423  | 424  | 410  | 419  | 415  | 400  | 384  | 396  | 358  |

| 1856 | 1861 | 1866 | 1872 | 1876 | 1881 | 1886 | 1891 | 1896 |
| ---- | ---- | ---- | ---- | ---- | ---- | ---- | ---- | ---- |
| 371  | 378  | 379  | 378  | 344  | 312  | 303  | 302  | 333  |

| 1901 | 1906 | 1911 | 1921 | 1926 | 1931 | 1936 | 1946 | 1954 |
| ---- | ---- | ---- | ---- | ---- | ---- | ---- | ---- | ---- |
| 323  | 281  | 292  | 320  | 376  | 385  | 340  | 349  | 365  |

| 1962 | 1968 | 1975 | 1982 | 1990 | 1999 | 2006 | 2011 | 2016 |
| ---- | ---- | ---- | ---- | ---- | ---- | ---- | ---- | ---- |
| 442  | 533  | 545  | 652  | 696  | 742  | 830  | 860  | 876  |

| 2021 | 2022 | - | - | - | - | - | - | - |
| ---- | ---- | - | - | - | - | - | - | - |
| 882  | 890  | - | - | - | - | - | - | - |

## Culture locale et patrimoine

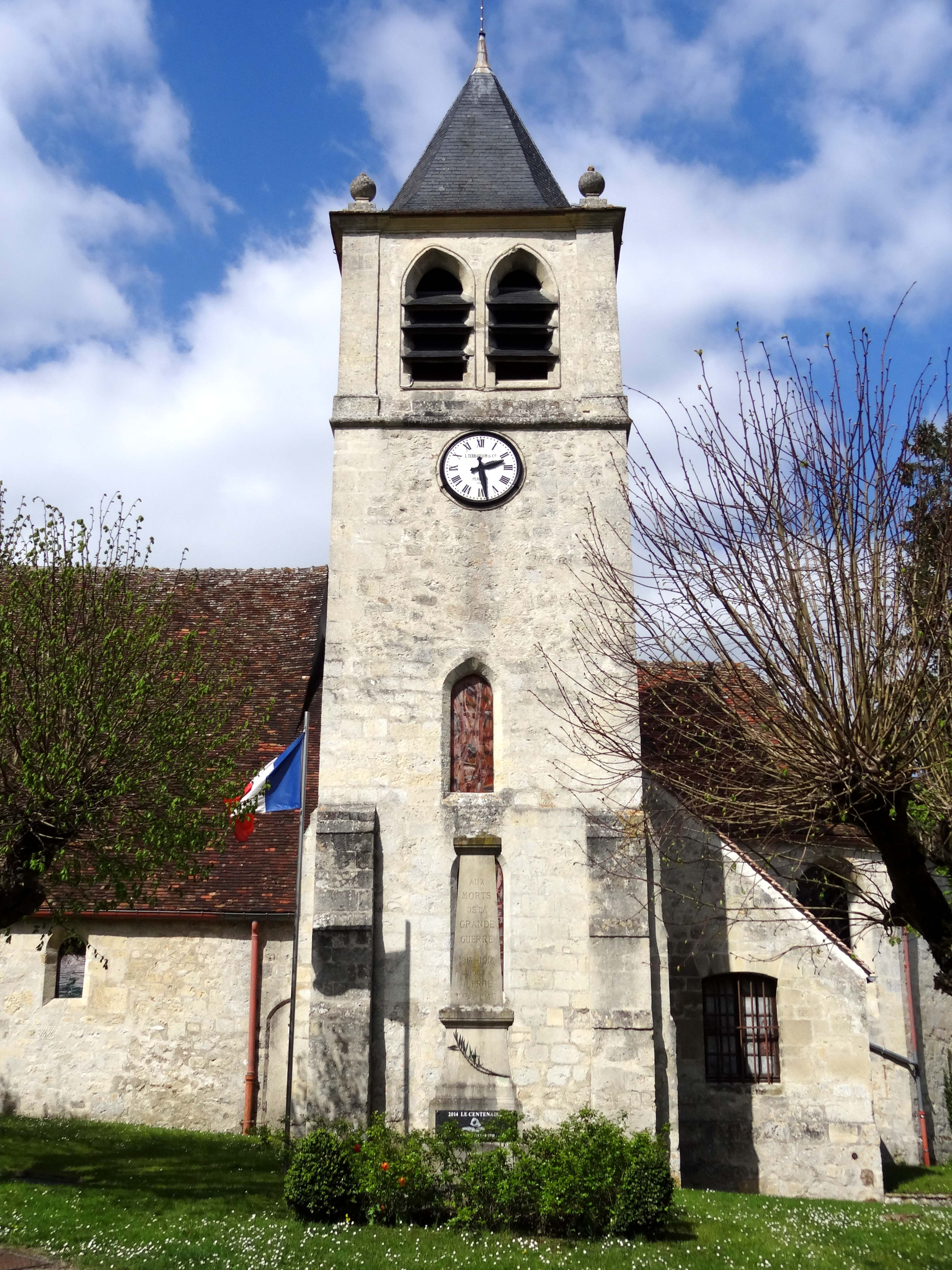
Le clocher de l'église.

### Lieux et monuments
Ronquerolles compte deux monuments historiques sur son territoire : 
- Église Saint-Géorges, Grande-Rue (porche et porte d'entrée classés  en 1913[35]

C'est un édifice rustique agrandi et remanié à plusieurs reprises, qui ne contient aucune voûte, aucun chapiteau. Il se compose d'une nef, accompagnée d'un unique bas-côté au sud, avec lequel il communique par trois arcades toutes différentes ; d'un clocher situé à la fin du bas-côté, au sud du chœur ; et d'un long chœur avec une abside à pans coupés. 
Les étroites fenêtres romanes dans les murs latéraux de la nef justifient sa datation de la fin du XIe siècle. La base du clocher est un peu plus récente, et se rattache à la fin de la période romane ou au tout début de la période gothique, autour du milieu du XIIe siècle, par ses contreforts plats. Les parties hautes de la façade et les fenêtres latérales de la nef n'ont été ajoutées qu'en 1257. Le portail date encore d'une époque différente. Il est de style gothique flamboyant, et constitue le seul élément de l'église qui a bénéficié d'un décor sculpté. Les autres parties de l'église, le chœur, le bas-côté et l'étage de beffroi du clocher, sont difficilement datables par leur manque de caractère. La charpente du chœur terminée en cul-de-four est néanmoins remarquable. 
Au début des années 1970, l'église a été soumise à une restauration totale assez radicale. Elle se présente aujourd'hui en bon état,.

L'église Saint-Georges
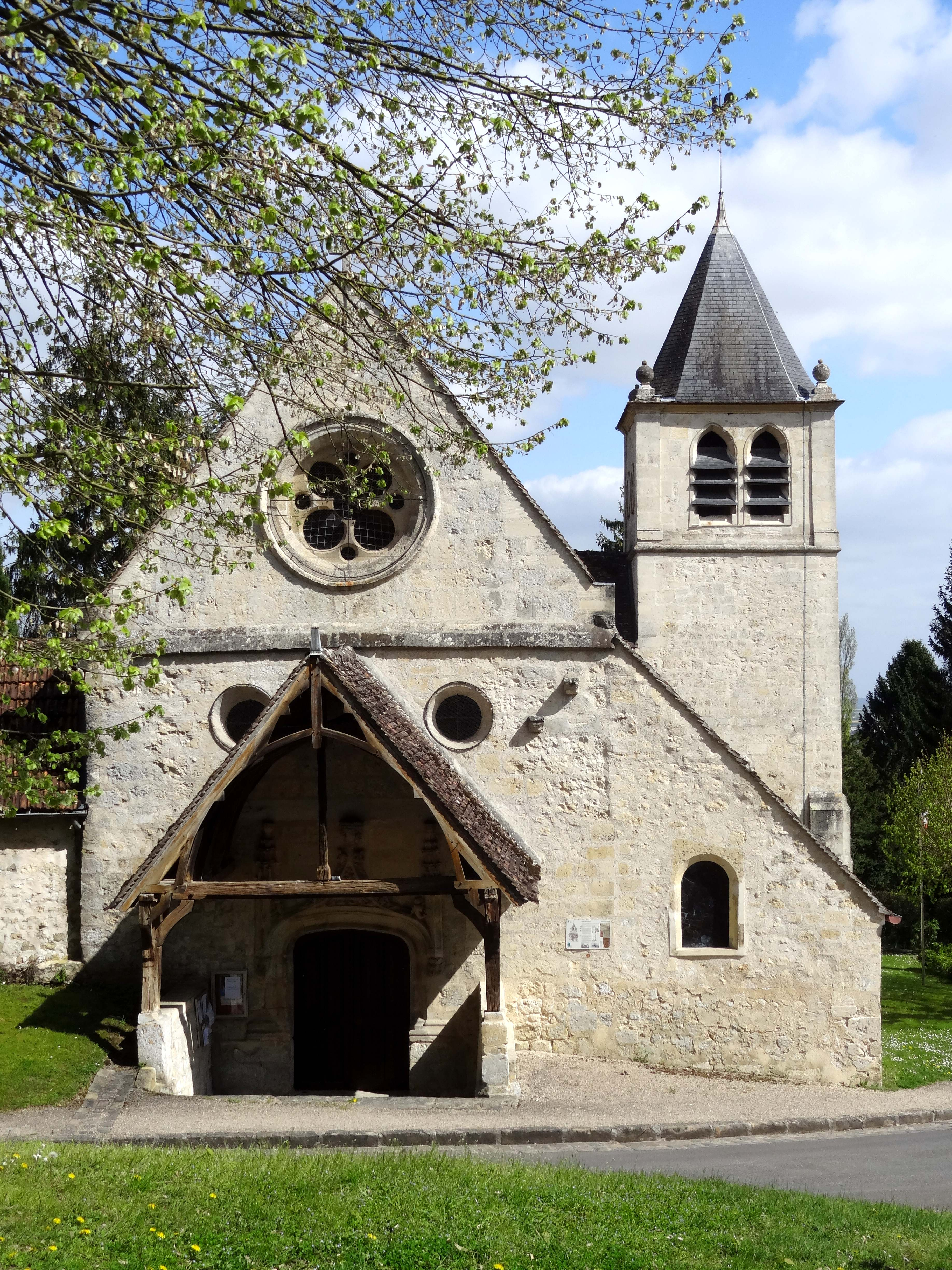
Façade
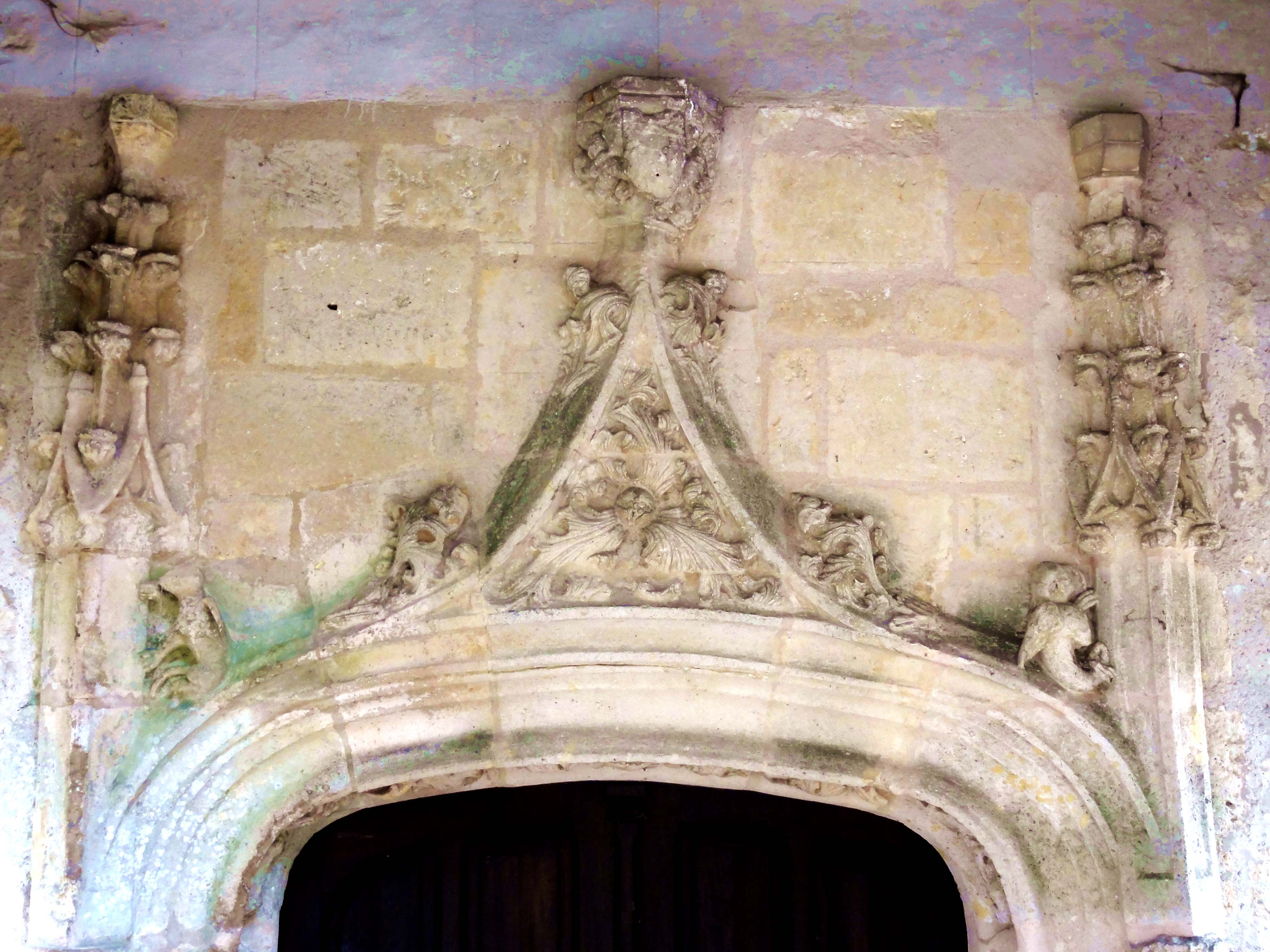
Archivolte du portail de l'église.
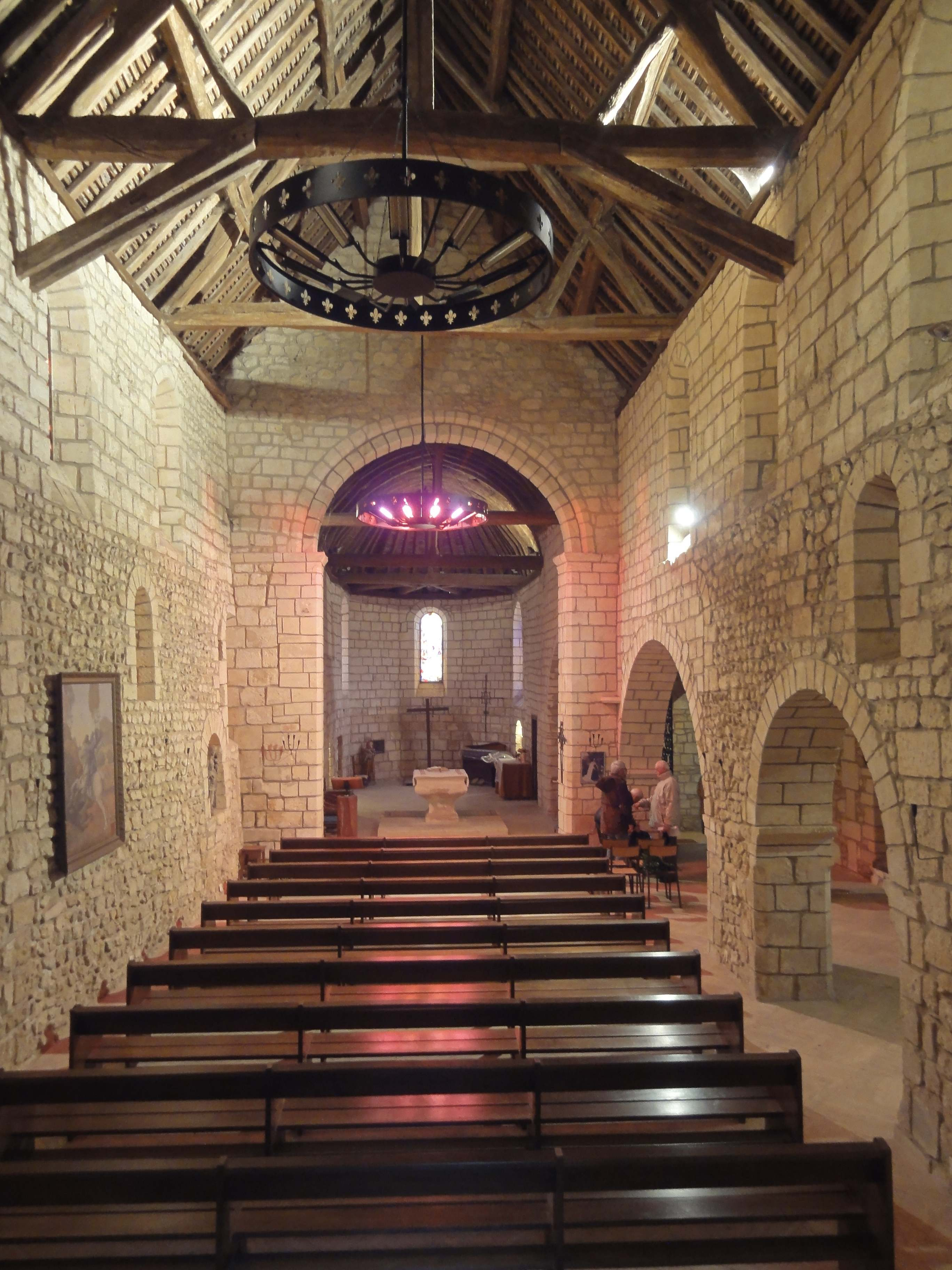
La nef.
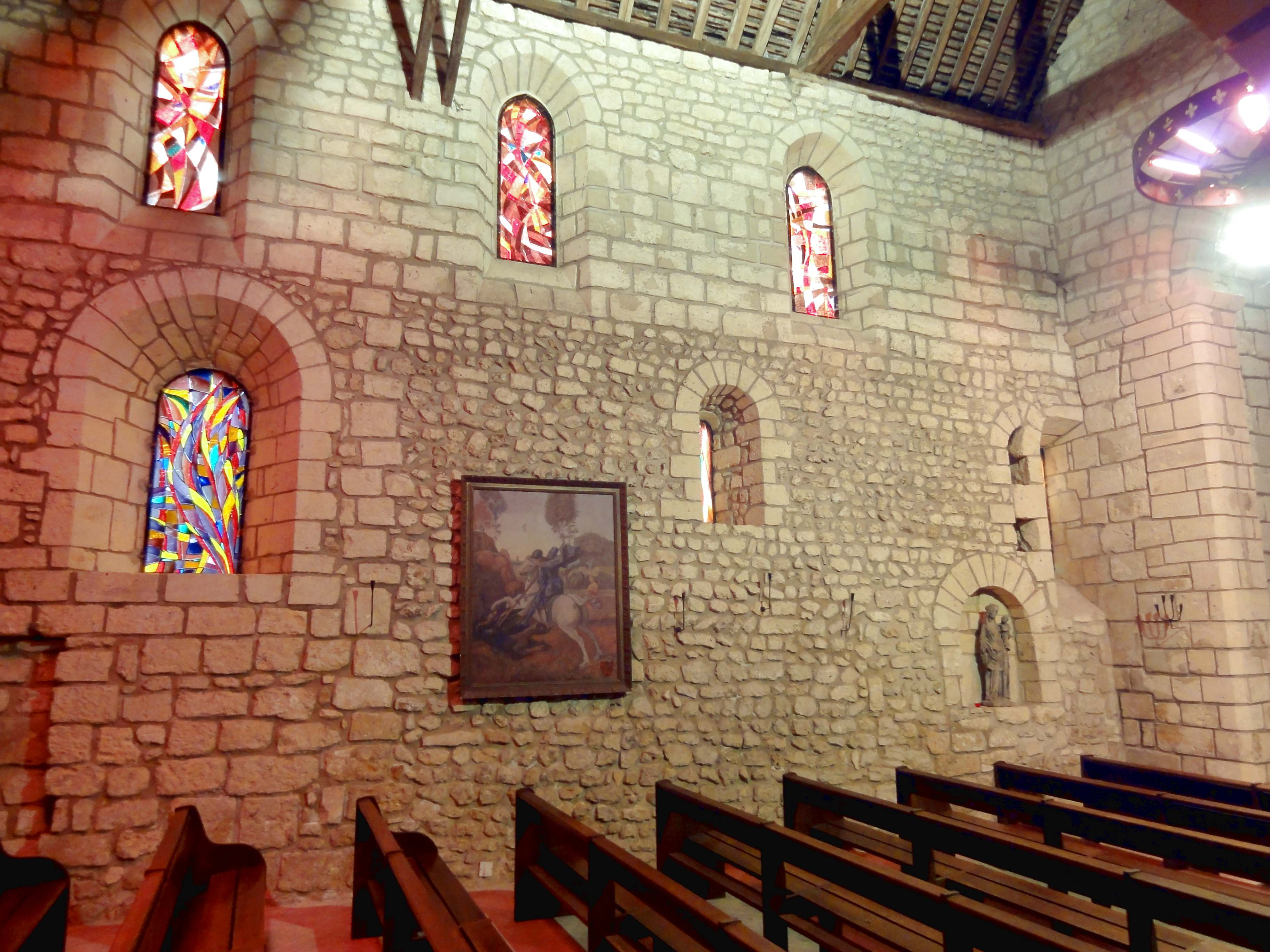
Elévation nord.
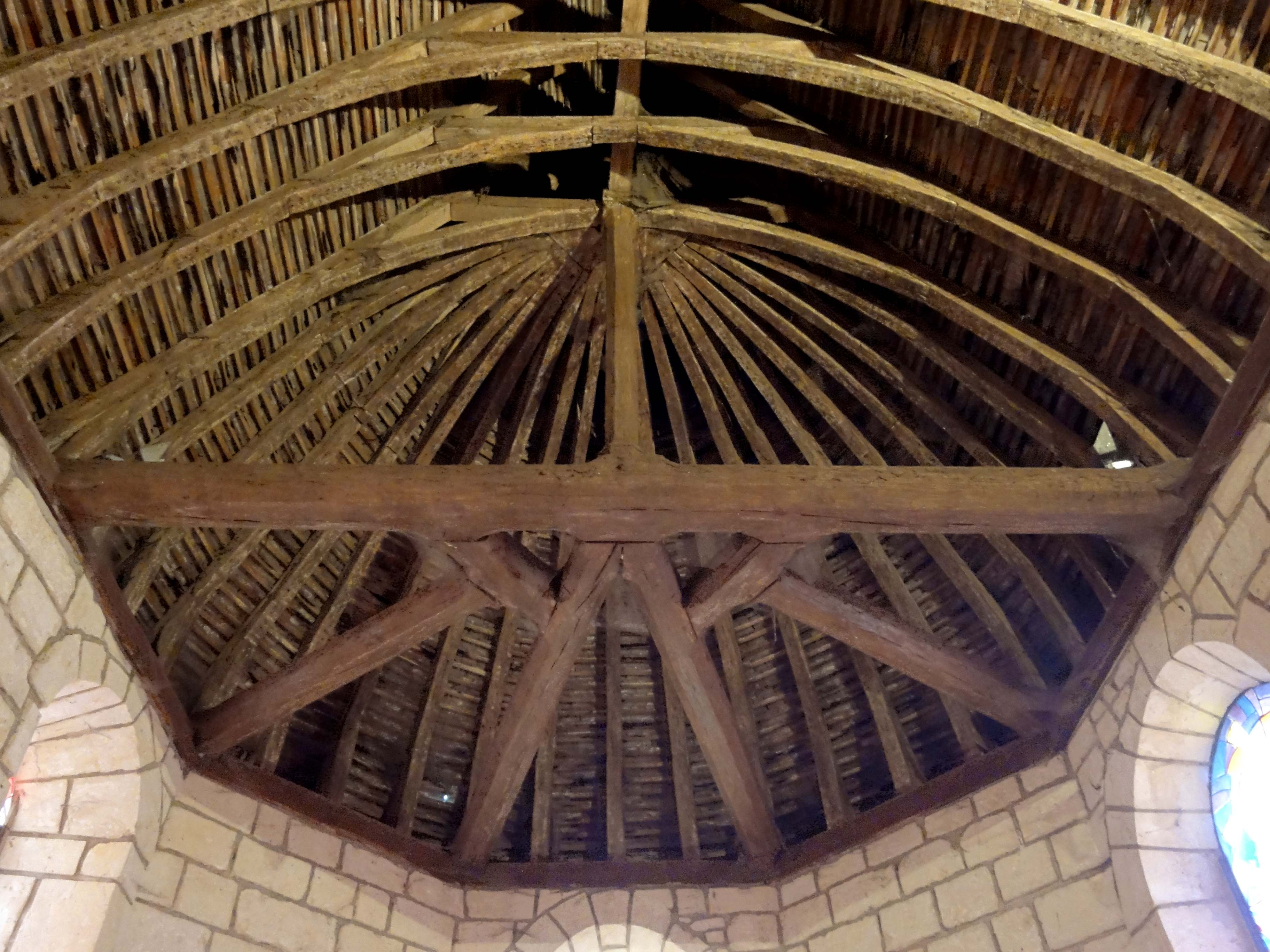
Charpente de l'abside.

- Monument funéraire de Marguerite-Joséphine Jacquot, œuvre du sculpteur Carlo Sarrabezolles[38].

On peut également signaler : 
- Maison de villégiature de Félix Martin-Sabon, 22 rue du Prieuré

Cette maison de la fin du XVIII ou du début du XIXe siècle avec sa façade couverte de treillis et sa niche a statue est habitée par le photographe et son épouse pendant la période printanière et estivale, entre 1882 jusqu'à sa mort en 1933. Ancien entrepreneur, Martin-Sabon se consacre entièrement à l'archéologie et la photographie des monuments historiques dès l'âge de quarante ans.
- Laboratoire photographique de Félix Martin-Sabon

Petite maison à colombages rustique avec une charpente sculptée et quelques éléments de décor orientalisants, ne comportant qu'une seule pièce et un appentis. Elle a été aménagée par Félix Martin-Sabon pour le tirage de ses plaques photographiques.
- Le bois de la Tour du Lay.
- Les grottes.
- Arbre de la liberté, planté le 8 juillet 1792 et classé « arbre remarquable »[39],[14].

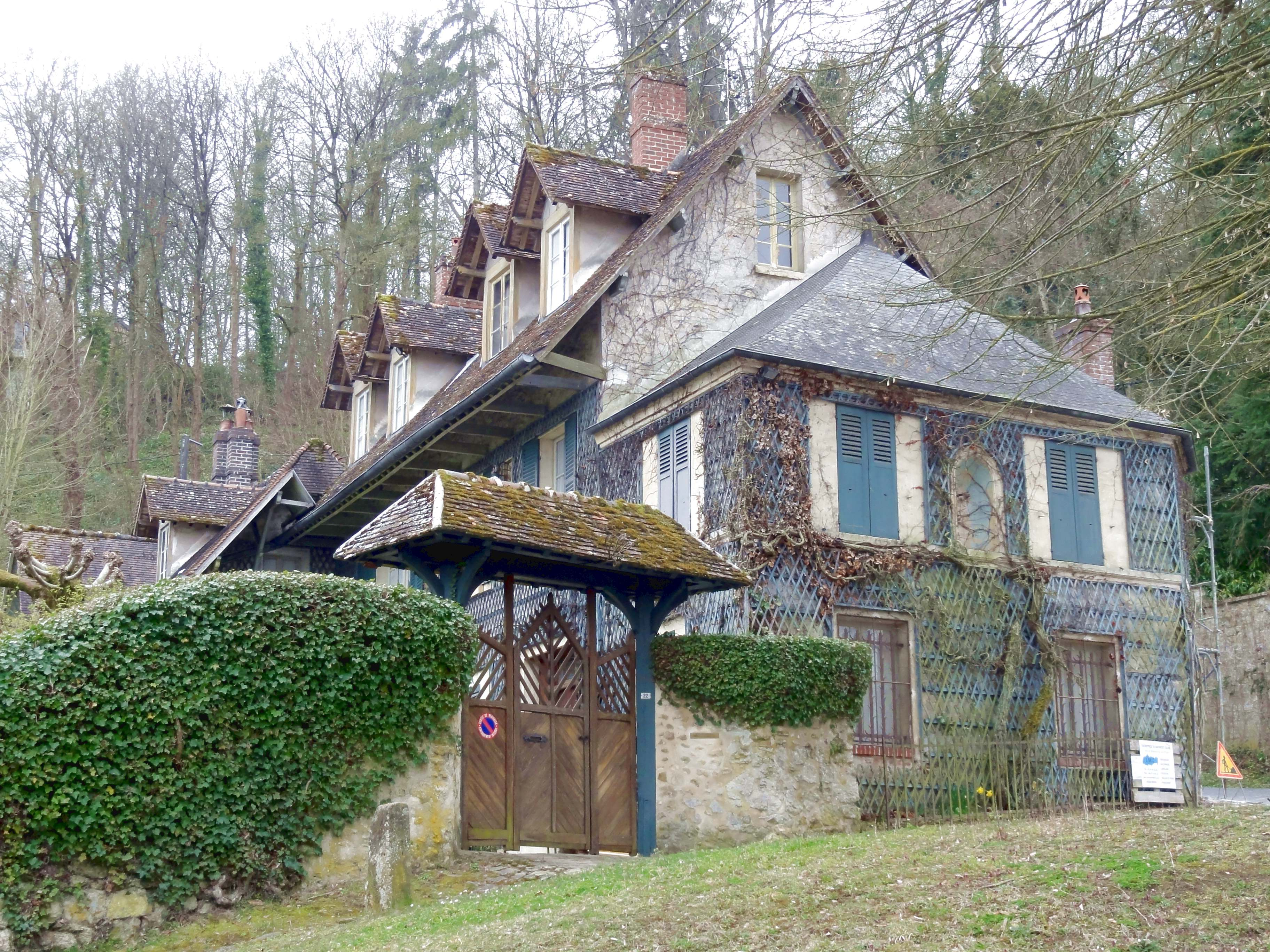
La maison de Félix Martin-Sabon...
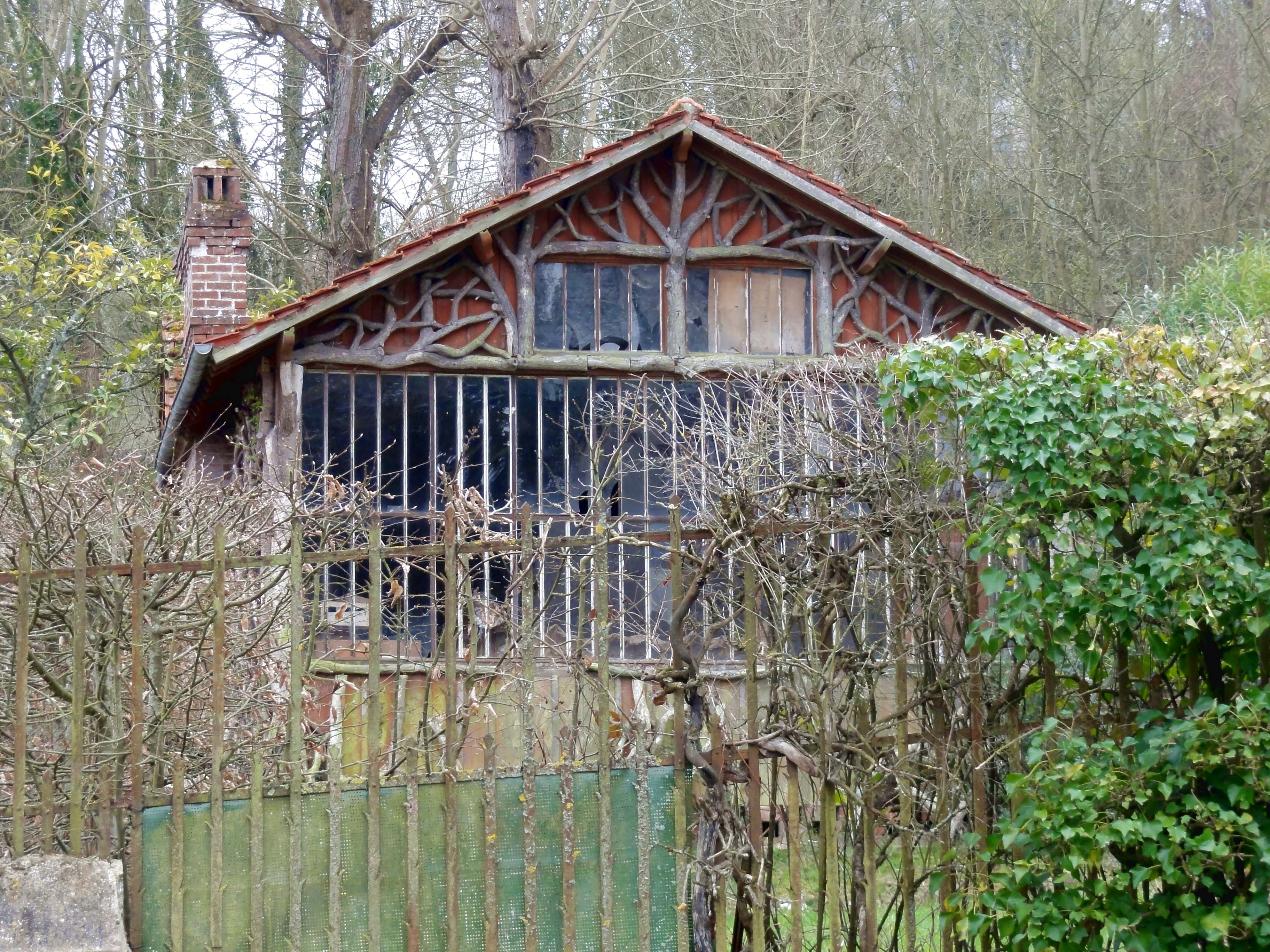
... et son laboratoire photo.
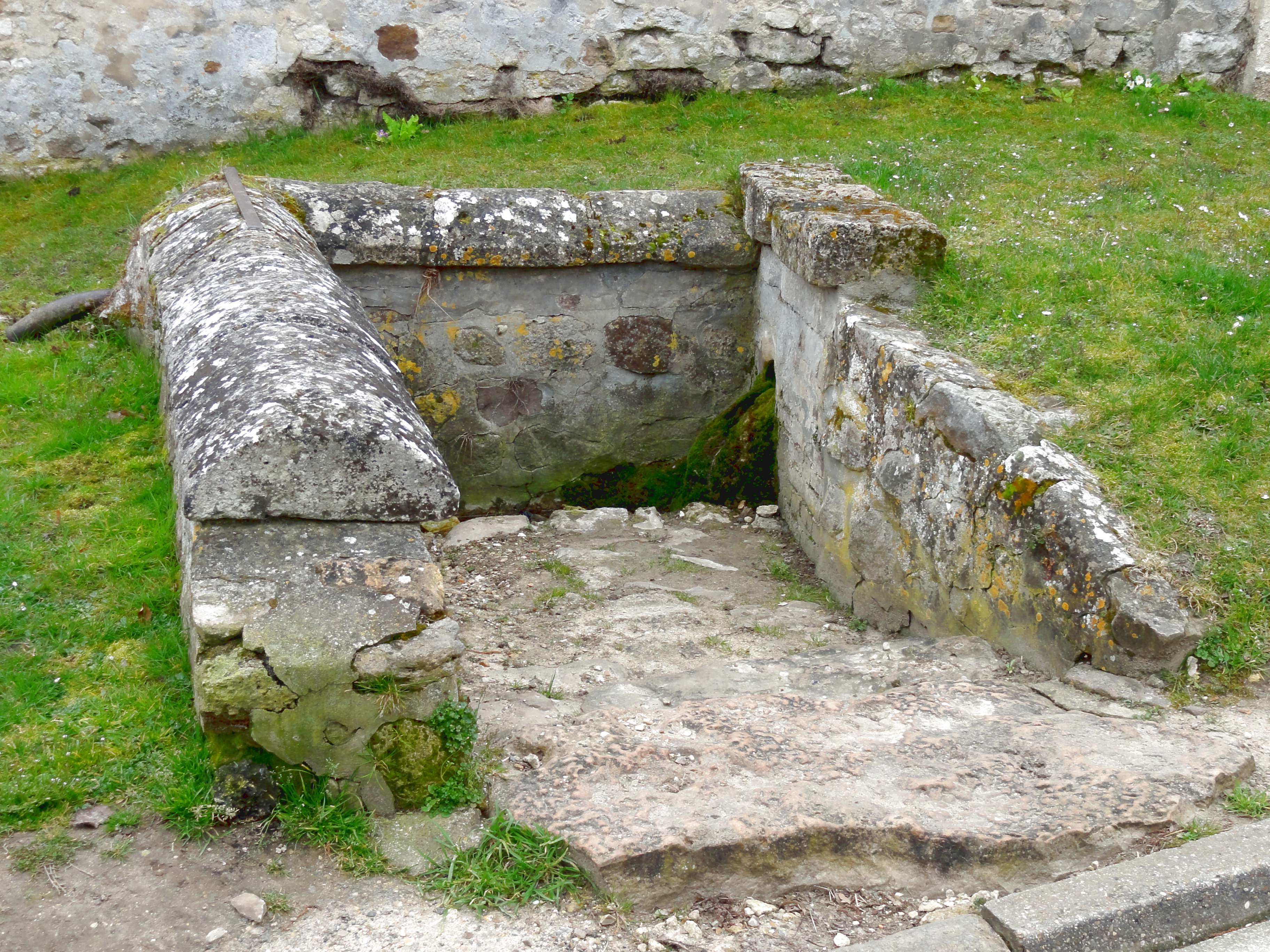
Fontaine de l'église.
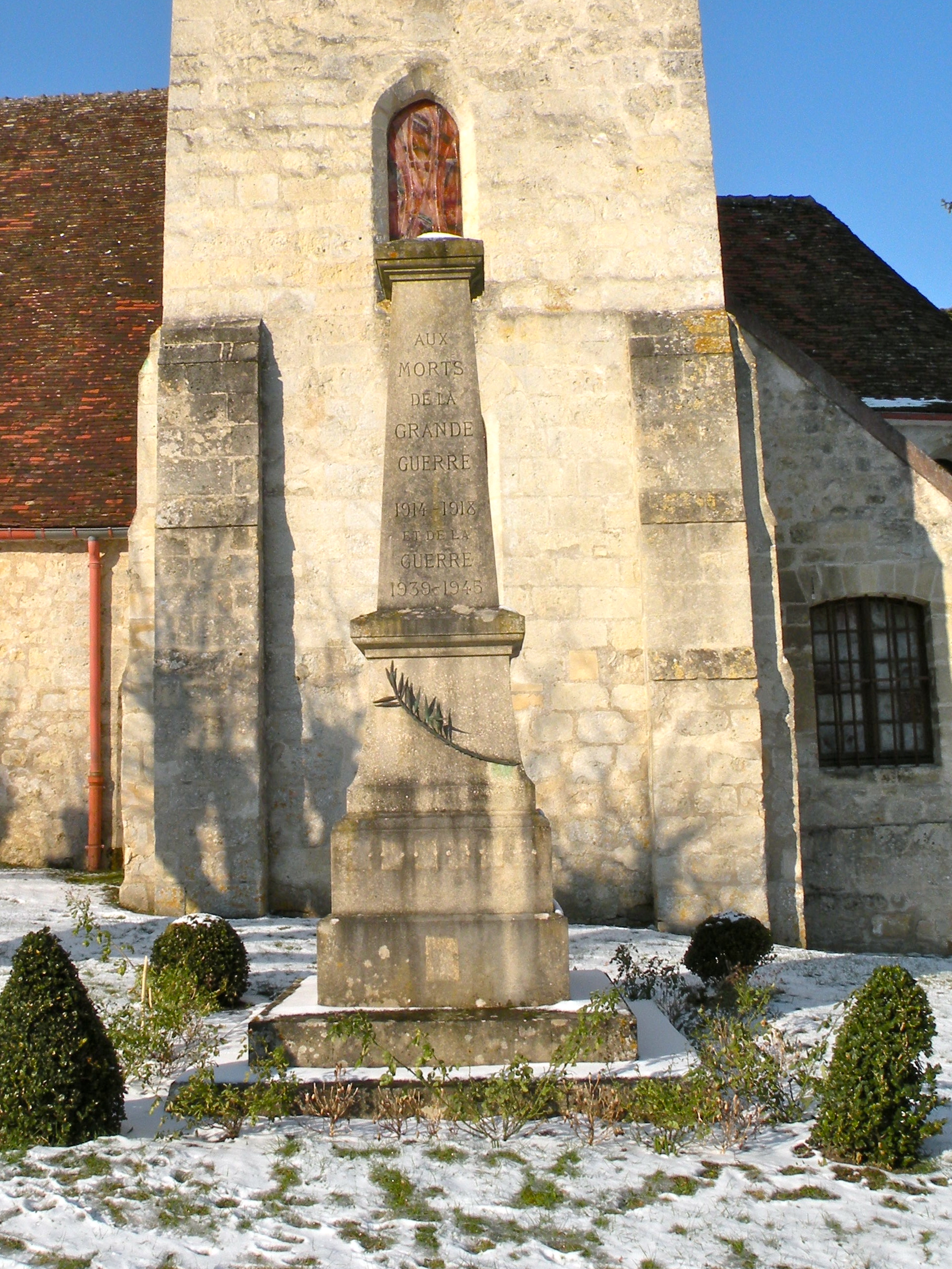
Monument aux morts.
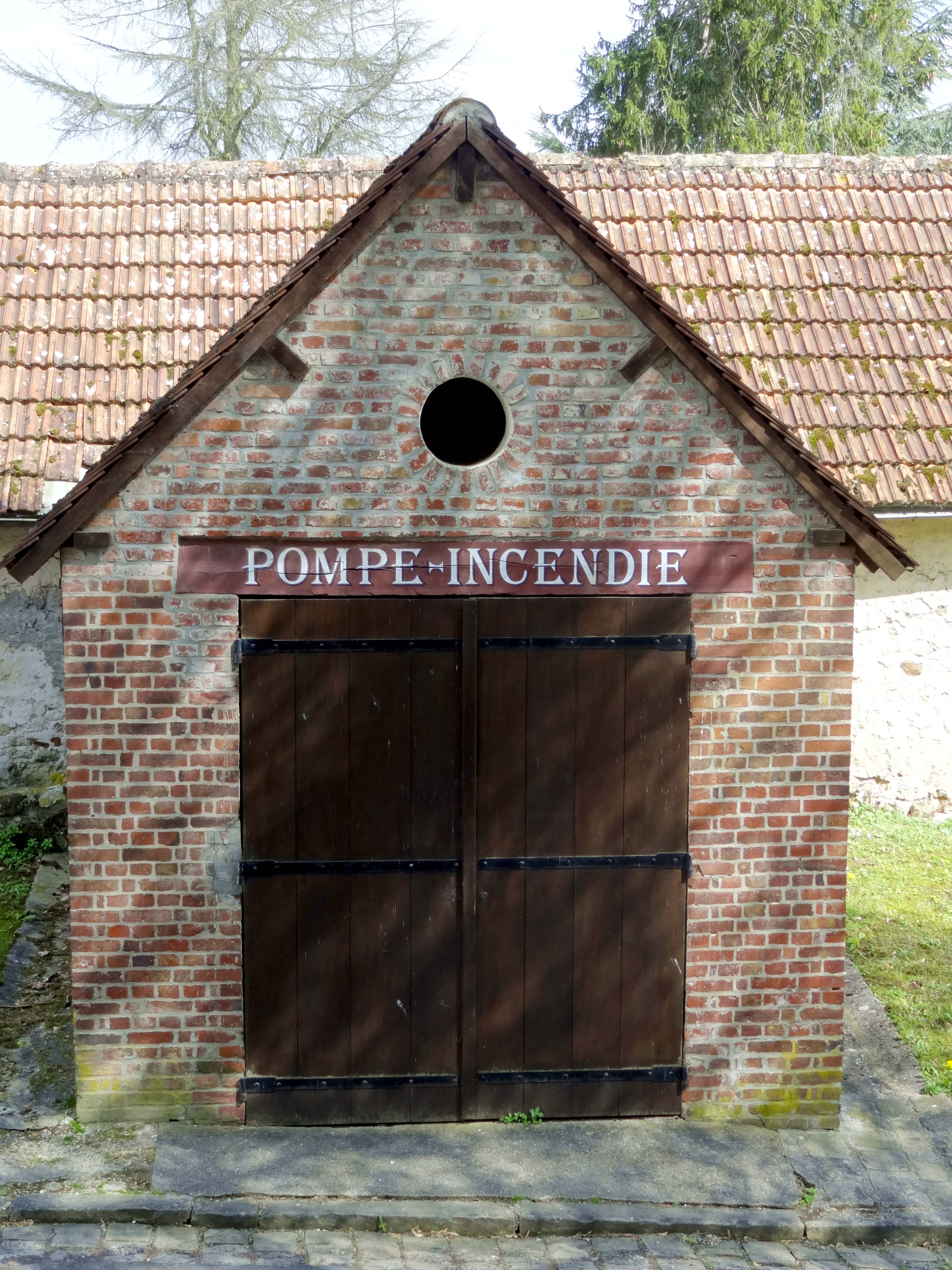
La remise des pompiers.

### Héraldique
| Blason de Ronquerolles | Blason  | De gueules papelonné d'argent.                   |
| Blason de Ronquerolles | Détails | Le statut officiel du blason reste à déterminer. |

## Pour approfondir